# Mahad
Mahad è una città dell'India di 24.275 abitanti, situata nel distretto di Raigad, nello stato federato del Maharashtra. In base al numero di abitanti la città rientra nella classe III (da 20.000 a 49.999 persone).

## Geografia fisica
La città è situata a 18° 4' 60 N e 73° 25' 0 E e ha un'altitudine di 25 m s.l.m..

## Società

### Evoluzione demografica
Al censimento del 2001 la popolazione di Mahad assommava a 24.275 persone, delle quali 12.778 maschi e 11.497 femmine. I bambini di età inferiore o uguale ai sei anni assommavano a 2.952, dei quali 1.595 maschi e 1.357 femmine. Infine, coloro che erano in grado di saper almeno leggere e scrivere erano 19.263, dei quali 10.475 maschi e 8.788 femmine.